# Hemithyrsocera irregularitervittata
Hemithyrsocera irregularitervittata är en kackerlacksart som först beskrevs av Brunner von Wattenwyl 1898.  Hemithyrsocera irregularitervittata ingår i släktet Hemithyrsocera och familjen småkackerlackor. Inga underarter finns listade i Catalogue of Life.